# Oscar Mena
Oscar Alcides Mena  conocido como Mena (Luján, Buenos Aires, Argentina, 30 de noviembre de 1970) es un exfutbolista y actual entrenador argentino. Actualmente renunció al Club Luján y dirigira en la temporada 2024 al Club Mercedes.

## Trayectoria
Inició su carrera profesional en el Club Luján de su ciudad natal, con el que obtuvo el ascenso Primera B, categoría en la que debutó con 18 años. Tras cuatro años, fichó por el Defensores de Cambaceres. El gran salto le llegó en 1994, cuando el Club Atlético Platense se hizo con sus servicios por setenta mil dólares.
En 1996 fichó por el Club Atlético Lanús. Con ocho goles, se convirtió en el líder de un equipo histórico, que logró la Copa Conmebol ese año.
El verano de 1997 el técnico granate, Héctor Cúper, se lo llevó, junto con Carlos Roa, a su nuevo destino en España: el Real Mallorca. En el equipo balear protagonizó una de las mejores temporadas de la historia del club, al finalizar la Liga en quinta posición y alcanzar la final de la Copa del Rey. Mena tuvo una contribución destacada, participando en 35 partidos de liga y marcando siete goles.
Su rendimiento en Mallorca le abrió las puertas del Atlético de Madrid. Sin embargo, su paso por el equipo colchonero coincidió con uno de los peores momentos en la historia de la entidad, que la temporada 1999/2000 bajó a Segunda División.
Tras la decepcionante campaña 2000/01, en la que los rojiblancos intentaron sin éxito recuperar la categoría, Mena se marchó al Racing de Santander, por entonces también en la Segunda División de España. En su primer año con los cántabros logró el ascenso.
Tras descartar su continuidad, en el mercado de invierno de la temporada 2002/03 se incorporó al CD Toledo, de Segunda División B.
La temporada 2003/04 tuvo un breve regreso a Argentina, para jugar en el Olimpo de Bahía Blanca.
El verano de 2004 volvió a España para jugar en la UD Las Palmas, donde llegó incluso a ser capitán. Sin embargo, sus problemas físicos en la rodilla derecha le llevaron, a los pocos meses de iniciarse el campeonato, a anunciar su marcha del equipo. Mena declaró: "No me siento preparado ni física ni psicológicamente para continuar aquí y lo más honesto por mi parte es reconocerlo".
Continuó jugando algunos meses en la Tercera División madrileña, en las filas del CD Ciempozuelos, aunque en febrero de 2005 anunció su retirada definitiva.
Tras colgar las botas, la temporada 2005/06 se inició en los banquillos como entrenador de los infantiles del Atlético de Madrid. La temporada 2005/06 pasó a ser segundo entrenador del Atlético de Madrid C.
Ha seguido jugando de forma amateur con el equipo de Fútbol 7 Desperdicios Majadahonda, y en la Liga Nacional de Fútbol Indoor con lo veteranos del Atlético de Madrid.
Asimismo, en 2006 inauguró su restaurante, La Morocha, en Villaviciosa de Odón.
A finales de diciembre de 2009 inició su primera experiencia como primer entrenador en la Tercera División de España, al frente del Antequera CF.

## Clubes

### Como jugador
| Club                     | País      | Año        |
| ------------------------ | --------- | ---------- |
| Club Luján               | Argentina | 1988-1992  |
| Defensores de Cambaceres | Argentina | 1992-1994  |
| CD Platense              | Argentina | 1994-1996  |
| CA Lanús                 | Argentina | 1996-1997  |
| RCD Mallorca             | España    | 1997- 1998 |
| Atlético de Madrid       | España    | 1998-2001  |
| Racing de Santander      | España    | 2001- 2002 |
| CD Toledo                | España    | 2003       |
| Club Olimpo              | Argentina | 2003-2004  |
| UD Las Palmas            | España    | 2004       |
| CD Ciempozuelos          | España    | 2004-2005  |

### Como entrenador
| Club                                         | País      | Año         |
| -------------------------------------------- | --------- | ----------- |
| Atlético de Madrid C                         | España    | 2005 - 2006 |
| Antequera Club de Fútbol                     | España    | 2009-2010   |
| Jumilla Club de Fútbol                       | España    | 2010        |
| Juvenil división de honor Atlético de Madrid | España    | 2011-2012   |
| Atlético de Madrid C                         | España    | 2012-2013   |
| Atlético de Madrid B                         | España    | 2013-2014   |
| AD Alcorcón B                                | España    | 2016-2017   |
| Club de Futbol Gavà                          | España    | 2016-2017   |
| Club Lujan                                   | Argentina | 2017-2018   |
| Guangzhou FC U19                             | China     | 2018-2019   |
| Fuenlabrada                                  | España    | 2021        |
| Midland                                      | Argentina | 2021        |
| Club Lujan                                   | Argentina | 2022-2023   |
| Club Mercedes                                | Argentina | 2024-Act.   |

## Palmarés

### Torneos internacionales
| Título        | Club     | País      | Año  |
| ------------- | -------- | --------- | ---- |
| Copa Conmebol | CA Lanús | Argentina | 1996 |

### Distinciones individuales
| Distinción                   | Año  |
| ---------------------------- | ---- |
| Goleador de la Copa Conmebol | 1996 |